# Cangur rata vermellós
El cangur rata vermellós (Aepyprymnus rufescens) és una petita espècie de marsupial australià de la família dels potoròids. Viu en regions costaneres i subcostaneres, des de Newcastle (Nova Gal·les del Sud) fins a Cooktown (Queensland) i antigament també a la vall del riu Murray de Nova Gal·les del Sud i Victòria. No se'l classifica com a espècie amenaçada.